# Carla Baum
Carla Baum (* 1989) ist eine deutsche Journalistin und – zusammen mit Tillmann Prüfer – Ressortleiterin Familie bei Zeit und Zeit online.

## Leben
Carla Baum studierte an der Leuphana Universität Lüneburg Kultur- und Politikwissenschaften. Sie machte dort ihren Masterabschluss und besuchte anschließend die Axel-Springer-Journalistenschule in Berlin. Zunächst arbeitete sie für die taz und Die Welt. Ab November 2019 war sie stellvertretende Leiterin Zeitmagazin Online. Seit 2024 leitet sie gemeinsam mit Tillmann Prüfer das damals neu gegründete Ressort Familie.